# Казахи в Иране
Казахи Ирана — казахское население Ирана, в основном проживающими в северной части страны. Казахи являются одним из официальных народов этой страны. Общее число составляет около 5 000 человек. В 1990-е годы около трети иранских казахов репатриировалось в Казахстан по программе для оралманов, но отток частично компенсировали казахи из Афганистана.

## История и происхождение
Казахи являются относительно молодой диаспорой Ирана. Большая часть иранских казахов иммигрировали в Иран после Октябрьской революции и расселились на территории остана Голестан. Первая волна беженцев от коллективизации прибыла в Иран в 1929—1931 годах из Мангышлака, пройдя через территорию Туркмении. Современные казахи в большинстве своём так и проживают на той же территории.
В 1968 г. в Иране проживало около 400 казахских семей. Казахи как правило селились рядом с более многочисленными туркменами, но в своих отдельных казахских махаллях. Во время Исламской революции 1979 года туркмены и казахи региона Туркменсахра требовали тюркской автономии. Казахские кварталы есть в таких городах как Горган, Гомбеде-Кавус, Тюркпен. С течением времени, несколько десятков семей казахов появилось в Тегеране, Мешхеде и других крупных городах Ирана.
Все иранские казахи получают образование на персидском языке. Современные иранские казахи постепенно утрачивают казахский и практически не владеют русским языком, что затрудняет их интеграцию в современном Казахстане. Они хорошо знают фарси, многие понимают туркменский, а в качестве иностранного изучают английский. Казахских школ, газет и журналов на казахском языке в Иране никогда не было. Однако в 1994 году в Иране стала выходить ежедневная одночасовая радиопрограмма на казахском языке.

## Численность
Как указано выше большинство иранских казахов проживают в Голестане, где проживают около пяти тысяч казахов. Однако их число сокращается в связи с программой репатриации, проводимой в Казахстане. Иранские оралманы переезжают в основном в Актау. В 1993 г. из Ирана в Казахстан репатриировалось 722 семьи общей численностью 3661 человек. Первую группу прибывших казахов из Ирана разместили в Мангистауской области. Осенью 1995 г. прибыла следующая группа, которую разместили в Илийском районе Алматинской области.